# 達格瑪保險桿

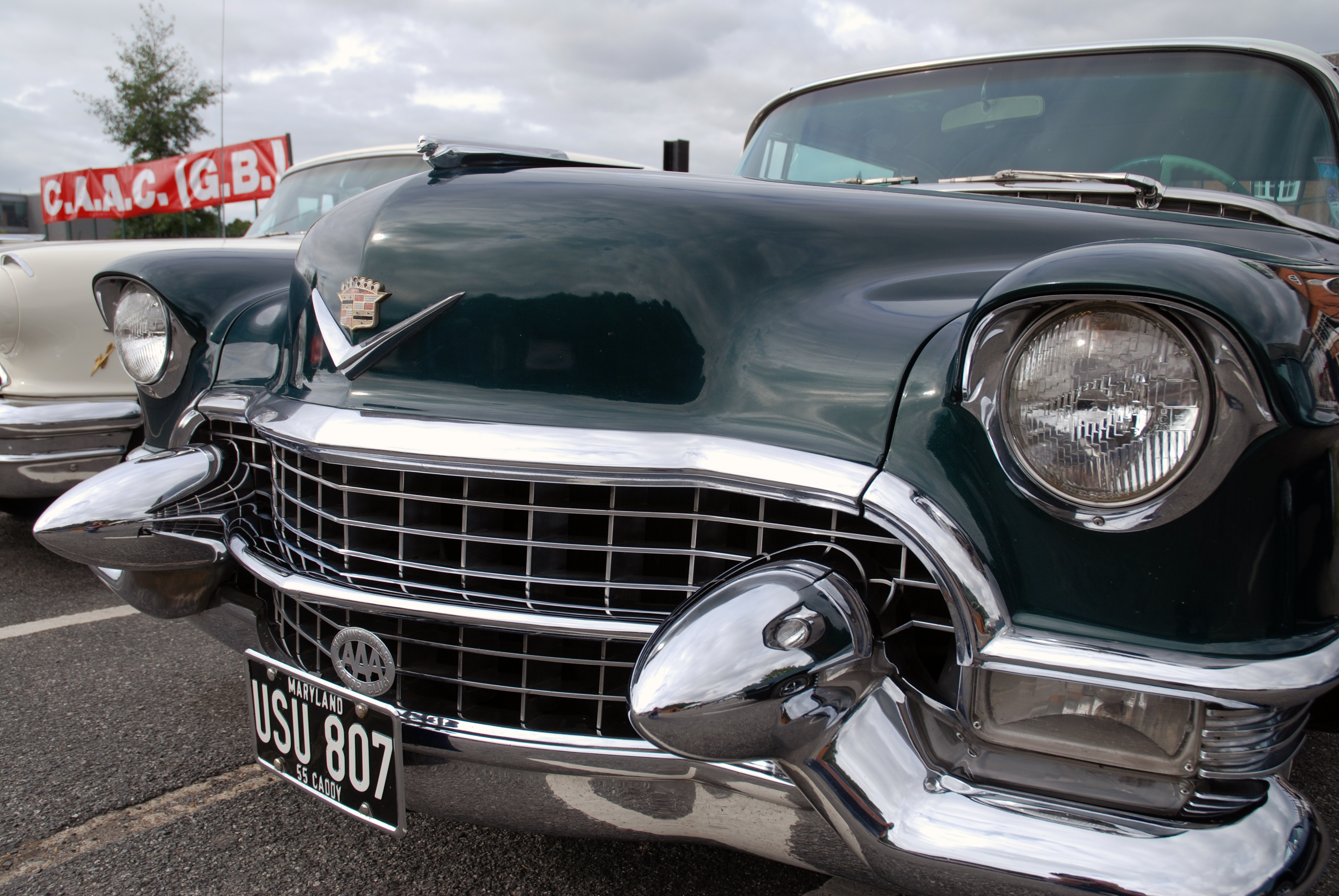
1955年採用達格瑪保險桿設計的凱迪拉克

達格瑪保險桿（英語：Dagmar bumper），又稱作子彈頭設計，為40至50年代期間美國汽車設計的一個特色。

## 歷史

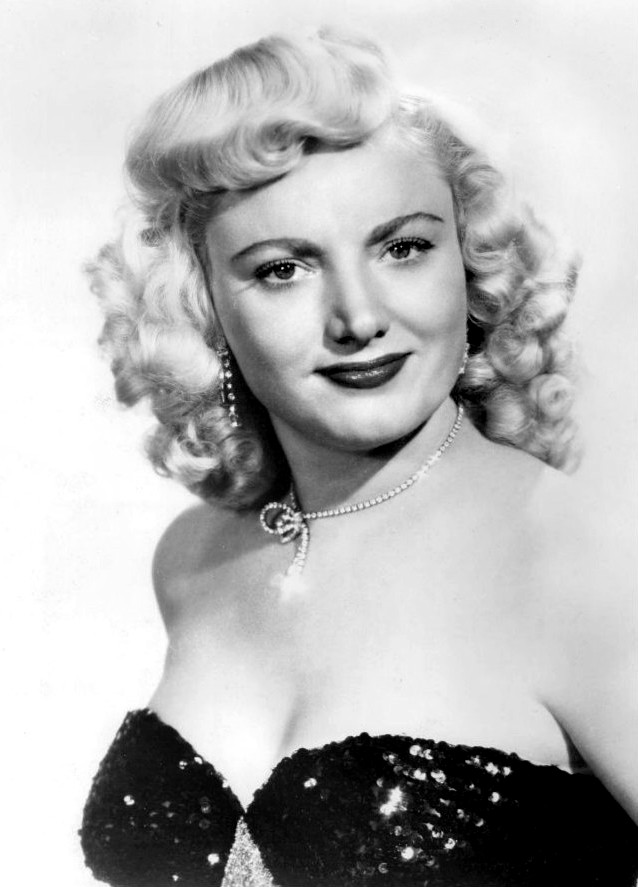
1958 年美國 Dagmar女演員

第二次世界大戰期間，美國通用汽車設計副總裁哈雷·厄爾（Harley Earl）突發奇想，將尖頭錐形造型與保險桿結合，有傳言說是以戰時飛彈而構想，也又稱作子彈頭設計，到了50年代，此一設計被廣泛使用於各家車廠，又因其造型像美國著名女演員佛吉尼亞露絲·珍妮·劉易斯(Virginia Ruth "Jennie" Lewis)，藝名達格瑪(Dagmar) 穿著低胸內衣，因此得名。

## 設計
最早使用此一設計的車款為1942年凱迪拉克Series62，起初僅為小小突出的造型，隨著戰後汽車大量銷售，加上當時科幻、未來、太空競賽等熱度，設計也越來越瘋狂，子彈頭設計來越大，無窗框、後尾翼等設計也隨之出現。
水星(Mercury)於1953年，別克(Bucik)於1954年也相繼加入設計，掀起了一股風潮，但隨著突出的設計，日後也間接引發許多疑慮，除了造成車頭過長以外，突出的錐形金屬勢必會在車禍中造成安全上面的疑慮，同時為符合安全法規，可以見到在後期子彈頭端將改採橡膠填充其中，1958年為子彈頭設計的巔峰，凱迪拉克於1959年取消此一設計，林肯則是1961年。
取而代之的則是具備有方向燈或霧燈功能的保險桿，1962年福特Galaxie及部分雪佛蘭車款仍有子彈頭保險桿可供選配，但造型也都只是點綴而非以往誇張突出。現今已經沒有任何車款採用此設計，但也因此成為那個年代獨特的汽車風格。

## 相簿

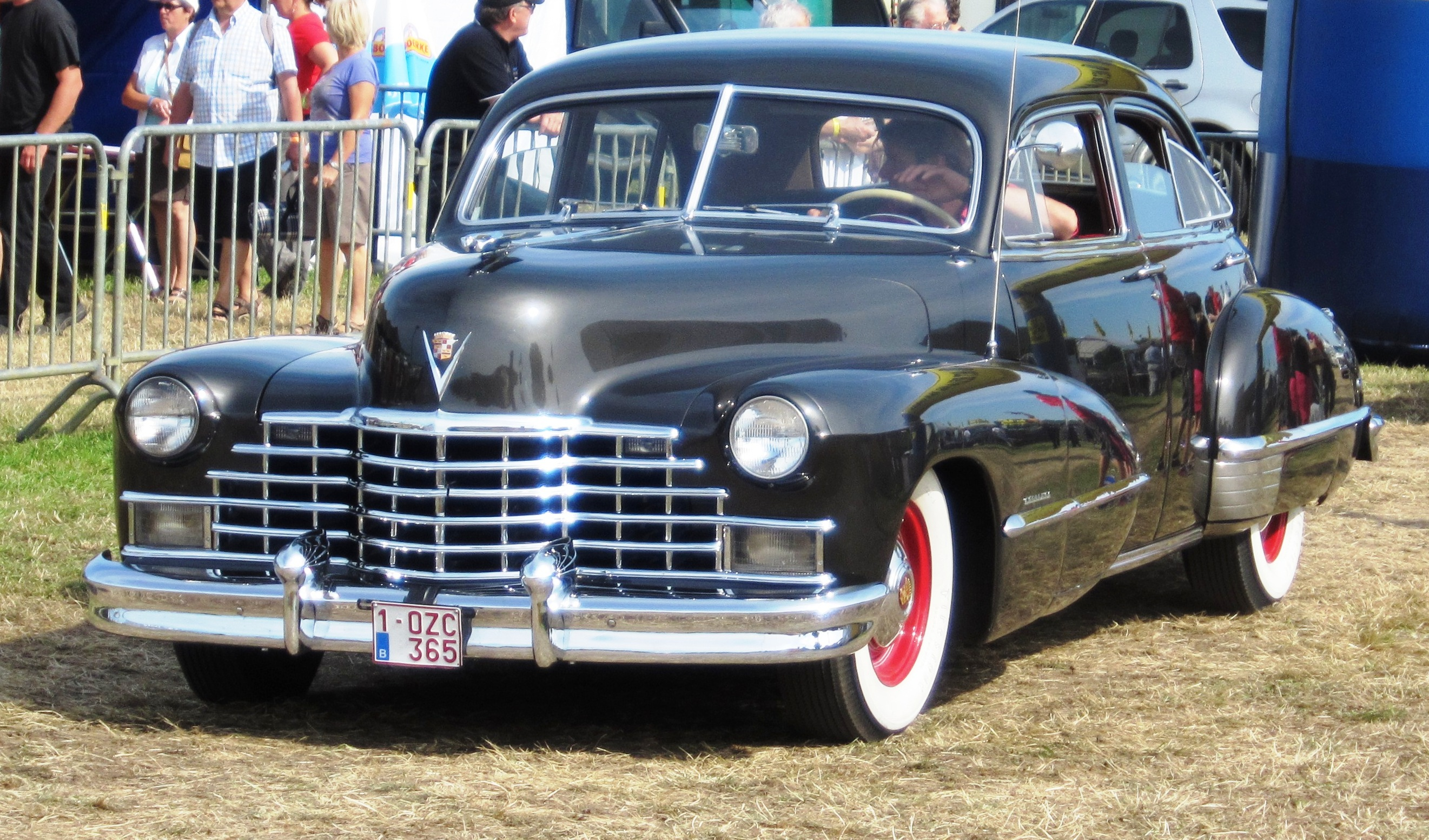
1946 凱迪拉克Series62
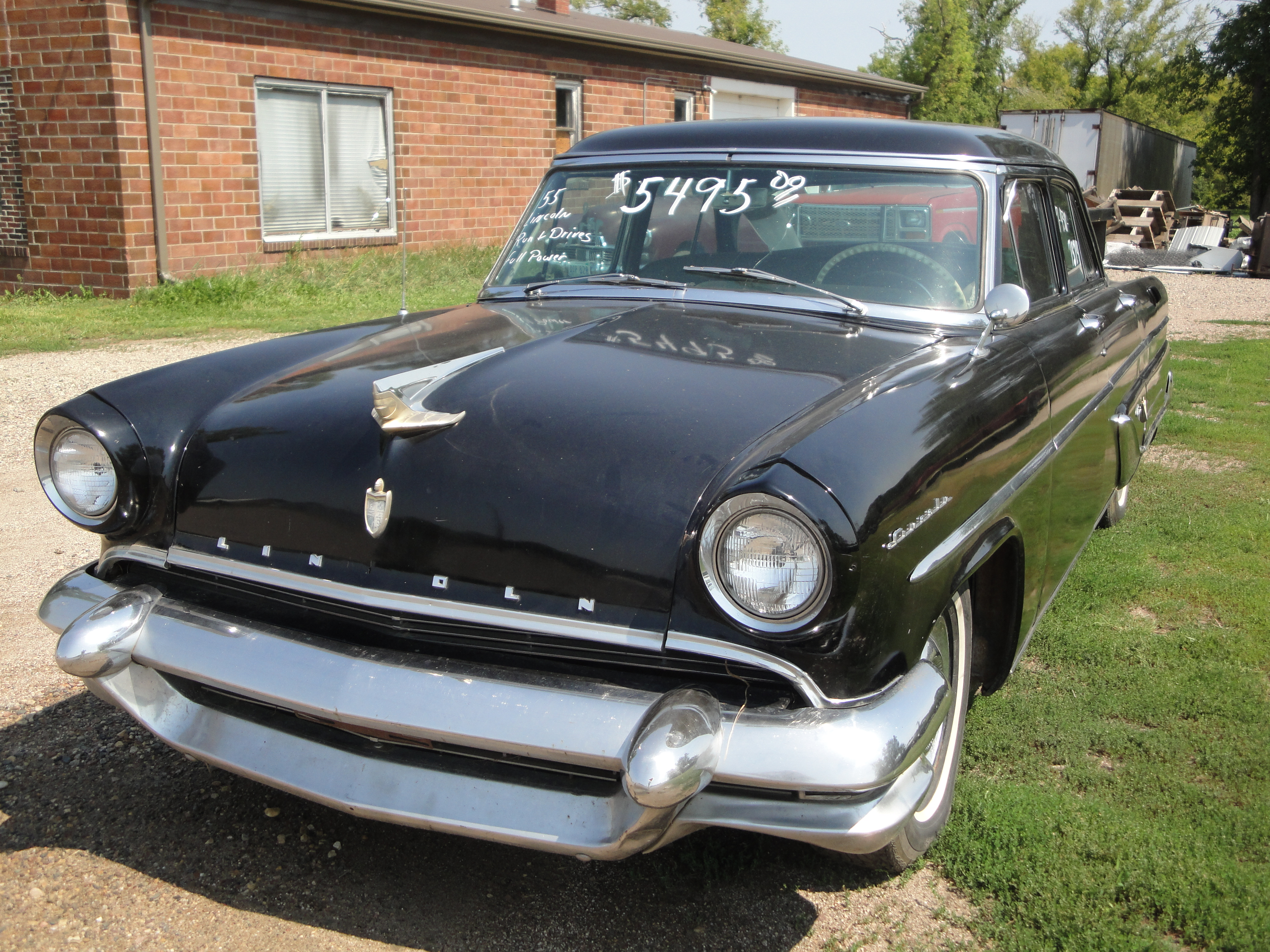
1955 林肯 capri
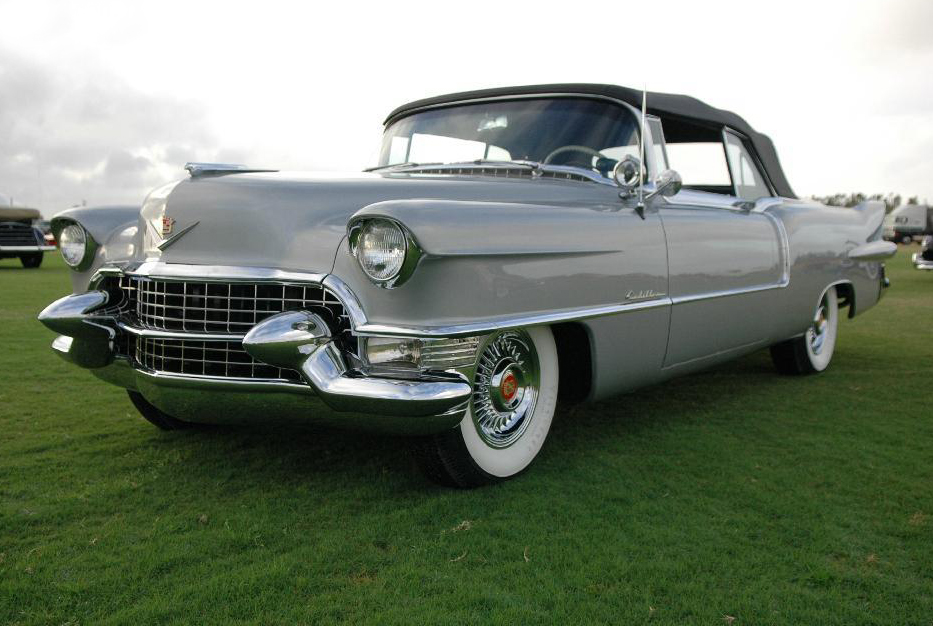
1955 凱迪拉克 eldorado
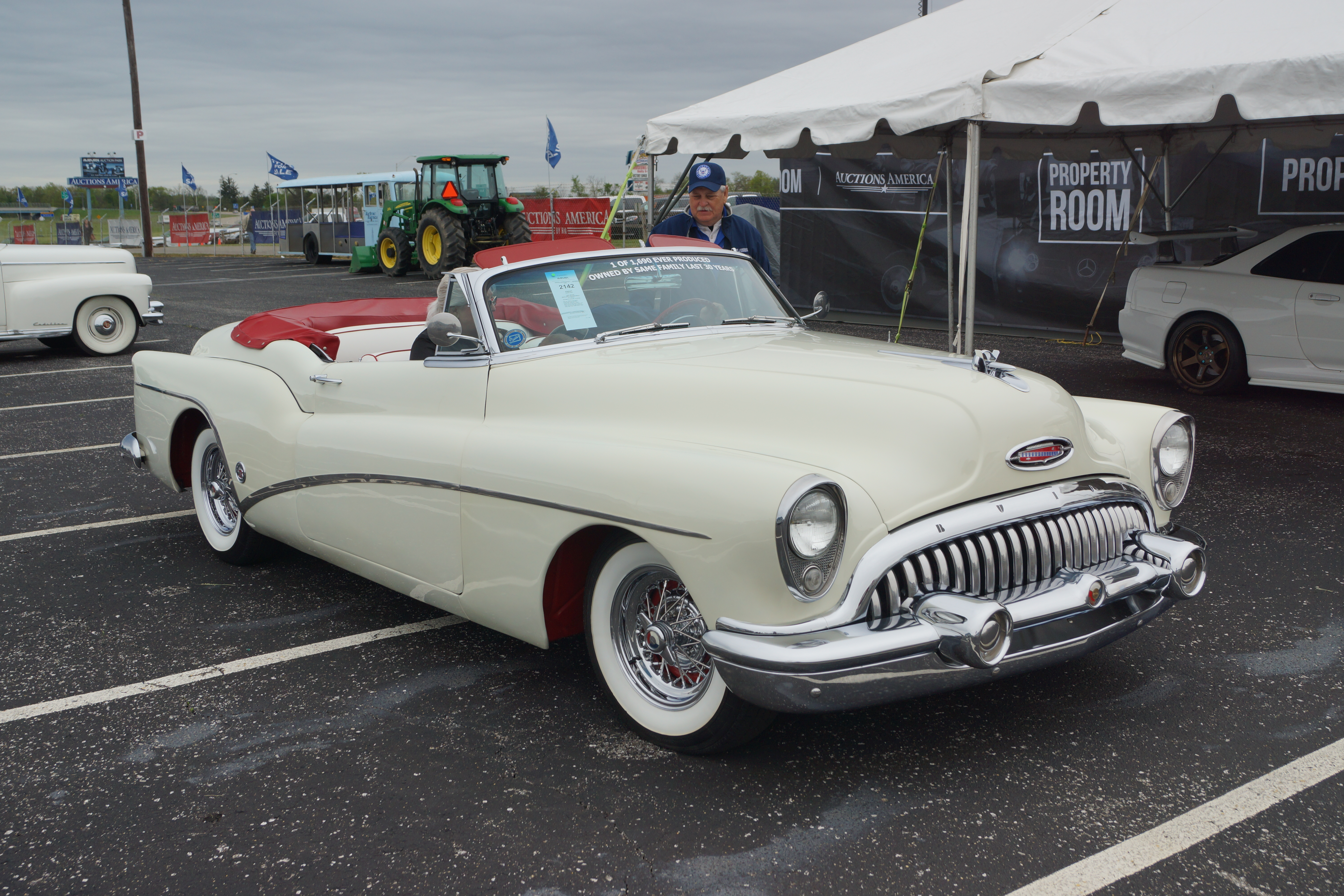
1953 別克 skylark convertible
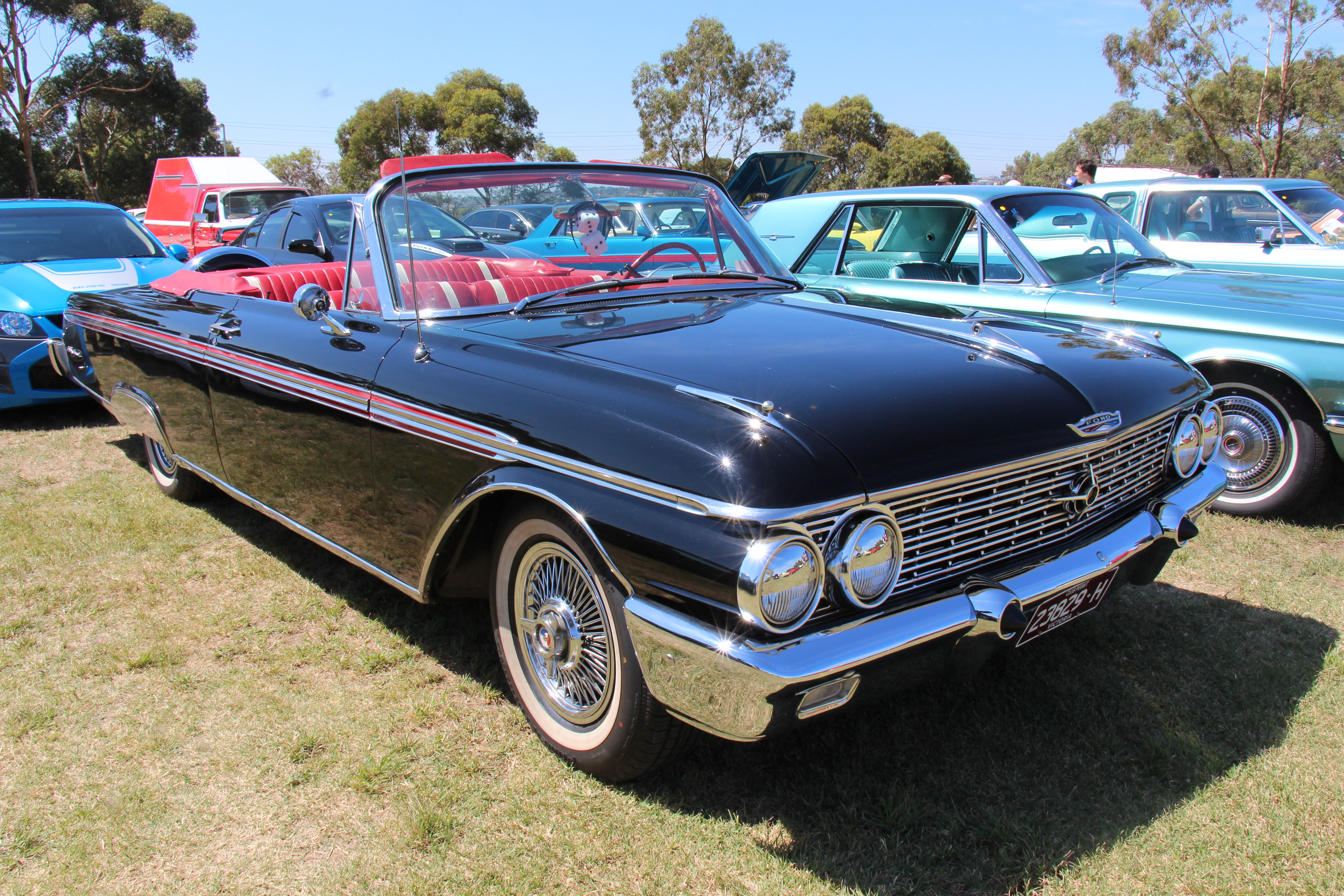
1962 福特 Galaxie sunliner convertible